# 初海りか
初海 りか（はつみ りか、1991年6月17日 - ）は、東京都出身でアクアス・エンターテインメント所属のグラビアアイドル。血液型A型。
趣味はメイド喫茶に行くこと。特技はピアノ。チャームポイントはマシュマロのような肌。

## 略歴
2009年デビュー、09年内にイメージビデオＤＶＤを１０作品（連名を含む）リリースをした。2010年8月15日に最後の撮影会とお別れ会を行い引退した。

## 出演

### イメージビデオ
- スクぺた。JK 初海りか (2009/1/10、Border Line)
- 100%美少女 Vol.57 初海りか（2009/3/20、日本メディアサプライ）
- 美少女たちのティーパーティー Vol.10　浜田由梨 初海りか（2009/5、日本メディアサプライ）共演者：浜田由梨
- 100%美少女 Vol.62 初海りか(2) （2009/6/19、日本メディアサプライ）
- 純粋少女 〜真ん中の清き膨らみ〜 （2009/7/24、日本メディアサプライ）
- 純真無垢 〜真ん中の清き膨らみ〜 （2009/7/24、日本メディアサプライ）
- 催眠学園 〜ラブドール初海りか〜 （2009/8/1、RMQプロジェクト）
- 催眠学園 〜ラブドールズseason1〜 コレクターズBOX 初海りか （2009/8/1、RMQプロジェクト）
- スクぺた。SP 初海りか 2nd Season (2009/9/19、Border Line)
- 純粋少女〜プチぷにロリドール〜（2009/10/23、ClubTeen's）共演者：川奈真歩
- 純粋少女 2 〜ミラクルGのぷるぷるはーと〜 （2009/11/27、ClubTeen's）
- つるつるぷにぷにぱいぷるんぷるん （2010/1/22、ClubTeen's）
- 卒業・少女喪失 （2010/3/19、ClubTeen's）
- MUGEN 初海りか 美的妄想シャングリラ （2010/5/23）
- つるるんぱいんぱいん 〜初海りか引退作〜 （2010/7/24）

### 動画ダウンロード
- 本当にデカップ（デジタル・クライス）

### テレビ・CS・WEBドラマ
- 新・美少女図鑑

## 書籍

### 雑誌
- クリーム 2009年1月発売号（ワイレア出版）

## 備考
- カップサイズについて、1stDVDである「スクぺた。JK 初海りか」の紹介文ではFカップからGカップへ現在進行形との記載があったが、2010年の引退時点で公称はGカップとなっていた。